# Hirtodrosophila dentata
Hirtodrosophila dentata är en tvåvingeart som först beskrevs av Oswald Duda 1924.  Hirtodrosophila dentata ingår i släktet Hirtodrosophila och familjen daggflugor.
Artens utbredningsområde är Taiwan. Inga underarter finns listade i Catalogue of Life.